# 稲村優奈
稲村 優奈（いなむら ゆうな、1982年7月11日 - ）は、日本の声優、女優。
鹿児島県出身、東京都中野区育ち。ATプロダクション所属。3人姉弟で長女。既婚で2児の母。

## 経歴
幼稚園の頃は大阪府に住んでいた。
両親に宝塚歌劇団の劇を見せてもらい、「いいなあ、こういう世界」と思ったことが芸能界に入るきっかけだったという。少女時代に憧れていた職業は宝塚歌劇団の女優、外科医、『魔女の宅急便』のキキに憧れて「良い魔女」になりたかったという。
その後、テレビ、映画に出演しようと短期大学に進学と同時に養成所に通い始めて、女優としてデビューし、CMやテレビドラマへの出演を行っていた。
短大時代は授業が終えると事務所に行ってレッスンや仕事をし、学校に行く前の朝に弁当屋のアルバイトに行って、大学に行って終わると事務所に行っていた。
ある日、マネージャーが「声優のお仕事もやってみない？」と声を掛けられ、その頃声優については詳しくなかったが、「新しい機会を与えてもらうことで、何か新しいものが見つかるかもしれない」と思い、声優としての活動を始める。小学生の頃から妹と一緒に漫画に声を当てたりしていたことから、声優のオーディションをもらった時は、初めに妹に聞いてもらい、「お姉ちゃん、それはちょっとイメージが違う。もっとこうした方が良いよ」とアドバイスを受けていた。
2003年『WOLF'S RAIN』のミュウ役が声優としてのデビューとなる。
音楽活動においては、声優として演じたキャラクターの歌（キャラクターソング）を歌う以外にも、『アミューズステーション』で共にパーソナリティをつとめた中島沙樹とのユニット「sandy」（Saki AND Yuunaより命名）および、花村怜美との声優ユニット「sorachoco」（そらちょこ）を結成していた時期があった。

## 人物
特技は剣道（有段者）、イラスト。幼稚園教諭二種免許・保育士免許を取得している。好きな食べ物としてよく挙げているのはカレーライス。苦手な食べ物はレバー。座右の銘は「なりたい花がないのなら、自分がその花におなりなさい」。
sorachocoのグッズに描かれているキャラクター「ほわる」は稲村のデザインである。また、宮城県涌谷町のの岳産のジンギスカンのマスコットキャラクター「ののちゃん」も稲村がデザインしている。YouTubeではスケッチブックをつかった動画「ののちゃん劇場」がある。
2012年5月22日、ブログで入籍を発表し、2017年5月26日には女児を、2023年5月21日には男児を出産したことをブログで発表した。

## 出演
太字はメインキャラクター。

### テレビアニメ
2003年
- WOLF'S RAIN（ミュウ）

2004年
- W〜ウィッシュ〜（遠野家の母）
- Φなる・あぷろーち（レポーター、担任の先生）
- RAGNAROK THE ANIMATION（カプラ職員）

2005年
- こいこい7（蝶野オトメ）
- JINKI:EXTEND（柊赤緒、大池赤菜）
- はっぴぃセブン 〜ざ・テレビまんが〜（迫守亜麻乃）

2006年
- 家庭教師ヒットマンREBORN!（2006年 - 2010年、笹川京子、天空ライオン Ver.V）
- ギャラクシーエンジェる〜ん（アプリコット・桜葉）
- ゴーストハント（女 #11）
- 妖怪人間ベム -HUMANOID MONSTER BEM（日向雲英）
- SoltyRei（イルミナ）
- 僕等がいた（生徒）
- 蟲師（ハナ）
- 吉永さん家のガーゴイル（小野寺美森）

2007年
- CODE-E（女の子〈君塚麻織〉）
- DARKER THAN BLACK -黒の契約者-（大塚真由）

2008年
- シゴフミ（白河塔子）
- まめうしくん（カラ子）
- Mission-E（君塚麻織）

2010年
- 真・恋姫†無双 〜乙女大乱〜（兀突骨）

2012年
- 銀河へキックオフ!!（女子選手、女子生徒、新東京FCの選手）

2014年
- 遊☆戯☆王ARC-V（柊柚子、セレナ）

### OVA
- HAPPY★LESSON THE FINAL（2004年、女生徒、生徒）
- 家庭教師ヒットマンREBORN! ジャンプスーパーアニメツアー2009 ボンゴレ式修学旅行、来る! THE COMPLETE MEMORIAL（2009年、笹川京子）

### 劇場アニメ
- HELLS ANGELS（2008年、神楽坂レイ[12]）
- 星を追う子ども（2011年、矢崎ユウ）

### ゲーム
2005年
- 江戸もの（菊之助）（実写）

2006年
- ARIA The NATURAL 〜遠い記憶（ゆめ）のミラージュ〜（なぞの少女）
- 大江戸千両箱（菊之助）（実写）
- GALAXY ANGEL II（2006年 - 2009年、アプリコット・桜葉）
- テニスの王子様 ドキドキサバイバル 山麓のMystic（辻本彩夏）
- true tears（真田柚子）
- パルフェ -Chocolat Second Style-（雪乃明日香）
- パレドゥレーヌ（エリオット）
- 龍刻 RYU-KOKU（玖印ともか）
- レッスルエンジェルス サバイバー（橘みずき）

2007年
- 悪代官3（おゆう）（実写）
- 家庭教師ヒットマンREBORN!DS 死ぬ気MAX! ボンゴレカーニバル!!（笹川京子）
- 家庭教師ヒットマンREBORN!DS Let’s暗殺!? 狙われた10代目!（笹川京子）
- セガ スプラッシュ!ゴルフ（ミエル）
- パレドゥロワイヤル（エリオット）

2008年
- 家庭教師ヒットマンREBORN! DSボンゴレ式対戦バトルすごろく（笹川京子）

2009年
- L2 Love×Loop（ユン）
- トリニティ・ユニバース（ミズキ）

2010年
- 絶対ヒーロー改造計画（エトランゼ）
- ノーモア★ヒーローズ2 デスパレートストラグル（青田イチゴ / ブルーベリー）
- ぱすてるチャイムContinue（蘇我野まゆ）
- ファントム・ブレイブ PORTABLE（アサギ）

2011年
- 萌え萌え大戦争☆げんだいばーん+（ブランシュ）

2012年
- 圧倒的遊戯 ムゲンソウルズ（シュシュ・インフィニット〈元気〉）
- ソウルキャリバーV（元気少女）
- 萌え萌え大戦争☆げんだいばーん++（ブランシュ）

2015年
- 遊☆戯☆王ARC-V TAG FORCE SPECIAL（柊柚子）

2018年
- アズールレーン（ハーミーズ）
- アトリエオンライン 〜ブレセイルの錬金術士〜（ラジアータ・アンブロシア、リコリス・アンブロシア）

2021
- 遊戯王 デュエルリンクス（2021年 - 2023年、柊柚子、セレナ）

### ドラマCD
- 告白CD（2007年、つるがおか祝）
- れすきゅーME!（2011年、清水さやか）

### ラジオ
- アミューズステーション（ラジオ関西・音泉：2004年4月 - 2006年3月）
- Broccoli The Night 水野良Produce りょーことゆーなの G☆A☆（ラジオ関西・音泉：2005年8月 - 2006年3月）
- 稲村優奈のぽか☆ぽか☆プリン!（文化放送・ラジオ関西：2005年10月 - 2006年3月）
- ラグナロクパーティー（音泉：2006年3月 - 2006年9月）
- 奈々と優奈のにじいろコレクション（ラジオ関西・アニスタ.TV：2006年4月 - 2007年3月）
- ピャパプピーペンピェぷ〜ん（番組開始当初の名称は「ギャラクシーエンジェる〜ん」）（ランティスウェブラジオ：2006年4月 - 2007年12月）
- 稲村優奈と川瀬晶子のAAAで行こう!!（ラジオ大阪・アニメイトTV・アニ★ロコ：2006年7月 - 2007年3月）
- true tears 優奈と恵里奈のてぃあらじ〜pure album〜（ラジオ関西『サイキックラバーのアニカンRADIO』内・アニスタ.TV（番外編）：2006年11月 - 2007年9月）
- おしゃべりやってまーす月曜日（K'z Station：2007年4月 - 2008年12月）
- 菜の花すみれと稲村優奈のサタデーナイト・メインイベント（音泉：2007年4月 - 2007年10月）
- ことと ふたりこと（音泉：2007年7月 - 2007年12月）
- 稲村優奈と木谷高明のサタデーナイト・メインイベント（音泉：2007年11月 - 2009年3月4日）
- sorachocoとゆかいな泉たち（zakzak：2008年1月 - 2008年12月）
- ラジオギャラクシーエンジェル りょーことゆーなと（音泉：2008年1月 - 2009年4月20日）
- そちたち（zakzak：2009年4月30日 - 2011年1月13日）
- ヴィクトリースパーク カードゲームラジオ（HiBiKi Radio Station：2009年9月21日 - 2010年12月27日）

### バラエティ
- クーパカポカポ（tvk）
- げんきすくすく!（ベネッセチャンネル）

### その他のテレビ番組
- GATVII（アニマックス）MC
- Club AT-X（AT-X）MC

### テレビドラマ
- 土曜ワイド劇場「おばはん刑事!流石姫子8」（2003年、テレビ朝日系列）流石姫子（高校時代）役
- 永遠の君へ 第26話（2004年、フジテレビ系列）
- こたえてちょーだい!（フジテレビ）番組内再現ドラマ
- わかってちょーだい!（フジテレビ）番組内再現ドラマ
- スパイスTV どーも☆キニナル!（フジテレビ）番組内再現ドラマ
- 大川と小川の時短捜査（2022年9月12日、テレビ東京） - 吉川涼子 役

### オリジナルビデオ
- ACCESS（2006年、三村瑞穂）
- パルフェ Another Story（2006年、雪乃明日香）
- true tears〜pure album〜（2006年、真田葉子）

### 舞台
- ニコニコミュージカル『ニコニコニーコ』（2011年3月17日 - 27日、シアターグリーン）
- 錯惑の機序、或いはn質点系の自由度 The Slight Light Like Sleight of Hand.（まごころ18番勝負第15回公演、2012年7月5日 - 8日、王子小劇場）
- 天元突破グレンラガン〜炎撃篇〜其の壱（2014年10月22日 - 27日、全労済ホールスペース・ゼロ） - レイテ 役
- 天元突破グレンラガン〜炎撃篇〜其の弐・其の参（2015年9月17日 - 22日、全労済ホールスペース・ゼロ） - レイテ 役

### その他コンテンツ
- VOMIC 家庭教師ヒットマンREBORN!（2010年、デジタルコミック）笹川京子 役
- つるしびな（2011年、実写映画）及川桃子 役
- バッファロー5人娘（2013年、デジタルコミック）ダリア 役[18]

## ディスコグラフィ

### キャラクターソング
| 発売日   | 商品名                                                                      | 歌 | 楽曲                                          | 備考                                                                  |
| 2005年   | 2005年                                                                      | 2005年 | 2005年                                        | 2005年                                                                |
| -------- | --------------------------------------------------------------------------- | --- | --------------------------------------------- | --------------------------------------------------------------------- |
| 3月30日  | SUPER LOVE                                                                  | こいこい7 | 「SUPER LOVE」                                | テレビアニメ『こいこい7』オープニングテーマ                           |
| 4月27日  | ひとりだけのトキメキ                                                        | 蝶野オトメ（稲村優奈）                                                                                                 | 「ひとりだけのトキメキ」                      | テレビアニメ『こいこい7』関連曲                                       |
| 7月13日  | Miracle Moment                                                              | 蝶野オトメ（稲村優奈）                                                                                                 | 「Miracle Moment」 「パズル」                 | テレビアニメ『こいこい7』関連曲                                       |
| 9月29日  | GALAXY ANGEL II & I デュエットCD (1)                                        | アプリコット・桜葉（稲村優奈）、ミルフィーユ・桜葉（新谷良子）                                                         | 「はじまりのキラキラボシ」 「おんなじねがい」 | 『ギャラクシーエンジェル』関連曲                                      |
| 9月29日  | Eternal Love 大全集（愛）                                                   | アプリコット・桜葉（稲村優奈）                                                                                         | 「Eternal Love」                              | 『ギャラクシーエンジェルII』関連曲                                    |
| 11月30日 | はっぴぃセブン キャラクターソングアルバム                                   | 迫守亜麻乃（稲村優奈）                                                                                                 | 「キセキ」                                    | テレビアニメ『はっぴぃセブン 〜ざ・テレビまんが〜』キャラクターソング |
| 12月16日 | GALAXY ANGEL II キャラクターファイル (1) アプリコット・桜葉                 | アプリコット・桜葉（稲村優奈）                                                                                         | 「きらり☆Dear Love!」                         | 『ギャラクシーエンジェルII』キャラクターソング                        |
| 2006年   |                                                                             | |                                               |                                                                       |
| 5月24日  | オハヨウ/愛においで 逢いにおいで                                            | 双葉（斎藤千和）、梨々（水樹奈々）、美森（稲村優奈）                                                                   | 「オハヨウ」                                  | テレビアニメ『吉永さん家のガーゴイル』オープニングテーマ              |
| 5月24日  | オハヨウ/愛においで 逢いにおいで                                            | 双葉（斎藤千和）、梨々（水樹奈々）、美森（稲村優奈）                                                                   | 「愛においで 逢いにおいで」                   | テレビアニメ『吉永さん家のガーゴイル』エンディングテーマ              |
| 7月5日   | Dear My Friends                                                             | 小野寺美森（稲村優奈）                                                                                                 | 「Dear My Friends」                           | テレビアニメ『吉永さん家のガーゴイル』キャラクターソング              |
| 7月5日   | Dear My Friends                                                             | 小野寺美森（稲村優奈）                                                                                                 | 「愛においで 逢いにおいで -美森 version-」    | テレビアニメ『吉永さん家のガーゴイル』エンディングテーマ              |
| 8月25日  | GALAXY ANGEL II & I デュエットアルバム「ANGEL CALL                          | アプリコット・桜葉（稲村優奈）、ミルフィーユ・桜葉（新谷良子）                                                         | 「Believe in Your Heart」                     | 『ギャラクシーエンジェル』キャラクターソング                          |
| 10月4日  | ギャラクシーエンジェる〜ん キャラクターシングル Vol.1 アプリコット・桜葉    | アプリコット・桜葉（稲村優奈）                                                                                         | 「れっつアプリコット体操」                    | テレビアニメ『ギャラクシーエンジェる〜ん』キャラクターソング          |
| 10月25日 | 宇宙で恋は☆るるんルーン                                                     | ルーンエンジェル隊 | 「宇宙で恋は☆るるんルーン」                   | テレビアニメ『ギャラクシーエンジェる〜ん』オープニングテーマ          |
| 10月25日 | 宇宙で恋は☆るるんルーン                                                     | ルーンエンジェル隊 | 「Go! Go! ルーンエンジャー」                  | テレビアニメ『ギャラクシーエンジェる〜ん』キャラクターソング          |
| 12月21日 | スペース・マスカレイド                                                      | ルーンエンジェル隊 | 「サヨナラ1分ユメ9分」                        | テレビアニメ『ギャラクシーエンジェる〜ん』キャラクターソング          |
| 2007年   |                                                                             | |                                               |                                                                       |
| 1月26日  | ギャラクシーエンジェるん DVD 第1巻限定版特典CD                              | アプリコット・桜葉（稲村優奈）                                                                                         | 「ロケットラブル・ラブ操」                    | テレビアニメ『ギャラクシーエンジェる〜ん』キャラクターソング          |
| 7月4日   | 家庭教師ヒットマンREBORN! ボンゴレファミリー総登場!死ぬ気で語れ!そして歌え! | 笹川京子（稲村優奈）、三浦ハル（吉田仁美）、イーピン（チャン・リーメイ）                                               | 「それが恋の掟なの」                          | テレビアニメ『家庭教師ヒットマンREBORN!』キャラクターソング           |
| 10月26日 | ファンタスティックしましょ♪                                                 | アプリコット・桜葉（稲村優奈）                                                                                         | 「ファンタスティックしましょ♪」               | ゲーム『GALAXY ANGEL II 無限回廊の鍵』エンディングテーマ              |
| 2008年   |                                                                             | |                                               |                                                                       |
| 1月9日   | friend                                                                      | 笹川京子（稲村優奈）、三浦ハル（吉田仁美）                                                                             | 「friend」                                    | テレビアニメ『家庭教師ヒットマンREBORN!』エンディングテーマ           |
| 1月9日   | friend                                                                      | 笹川京子（稲村優奈）                                                                                                   | 「今日、この空」                              | テレビアニメ『家庭教師ヒットマンREBORN!』キャラクターソング           |
| 9月26日  | Music☆Mission! CODE-E&Mission-E Sound collection                            | 君塚麻織（稲村優奈）                                                                                                   | 「きみからの奇跡」                            | テレビアニメ『CODE-E』エンディングテーマ                              |
| 9月26日  | Music☆Mission! CODE-E&Mission-E Sound collection                            | B・Bガ〜ルズ | 「Feel so Easy! ビリビリver.」                | テレビアニメ『Mission-E』エンディングテーマ                           |
| 2009年   |                                                                             | |                                               |                                                                       |
| 1月7日   | 心とココロのプレゼント!                                                     | アプリコット・桜葉（稲村優奈）                                                                                         | 「心とココロのプレゼント!」                   | ゲーム『GALAXY ANGEL II 永劫回帰の刻』エンディングテーマ              |
| 2月27日  | Best friend! / Burning praye                                                | 笹川京子（稲村優奈）、三浦ハル（吉田仁美）                                                                             | 「Best friend!」                              | テレビアニメ『家庭教師ヒットマンREBORN!』キャラクターソング           |
| 12月2日  | JUMP!!! / 楽しくなっちゃううた                                              | 笹川京子（稲村優奈）、三浦ハル（吉田仁美）                                                                             | 「JUMP!!!」                                   | テレビアニメ『家庭教師ヒットマンREBORN!』キャラクターソング           |
| 2010年   |                                                                             | |                                               |                                                                       |
| 7月21日  | 家庭教師ヒットマンREBORN! キャラクターアルバム SONG "RED" 〜famiglia〜      | 笹川京子（稲村優奈）、三浦ハル（吉田仁美）、ランボ（竹内順子）、イーピン（チャン・リーメイ）、クローム髑髏（明坂聡美） | 「Tatta Latta」                               | テレビアニメ『家庭教師ヒットマンREBORN!』関連曲                       |

### 歌手参加作品
| 発売日  | 商品名                | 歌       | 楽曲 | 備考   |
| 2007年  | 2007年                | 2007年   | 2007年 | 2007年 |
| ------- | --------------------- | -------- | --- | ------ |
| 10月3日 | 百歌声爛 -女性声優編- | 稲村優奈 | 「SUPER LOVE」 「もう一度ピーターパン」 「よあけのみち」 「キャンディ♥キャンディ」 「となりのトトロ」 「ムーミンのテーマ」 「ノンタンといっしょ」 「ひみつのアッコちゃん」 「タッチ」 「ドラえもんのうた」 |        |

### ユニットメンバー
1. ↑  飛鳥ヤヨイ（後藤沙緒里）、風祭サクヤ（伊藤亜矢子）、月読ミヤビ（川瀬晶子）、鈴鹿アキヲ（儀武ゆう子）、猪飼ヒフミ（こやまきみこ）、蝶野オトメ（稲村優奈）
2. ↑  稲村優奈、花村怜美、平野綾、明坂聡美、中山恵里奈
3. ↑  君塚麻織（稲村優奈）、海老原千波美（橋本まい）、九条園美（名塚佳織）、斎橋由真（水野理紗）、小松菜圭子（桃井はるこ）